# Equitazione ai Giochi della XXX Olimpiade - Dressage a squadre
La competizione di dressage a squadre ai giochi olimpici della XXX Olimpiade di Londra si è svolta tra il 2 e il 7 agosto 2012 presso il Greenwich Park.

## Programma
| Data                  | Ora   | Turno               |
| --------------------- | ----- | ------------------- |
| Giovedì 2 agosto 2012 | 11:00 | Grand Prix          |
| Martedì 7 agosto 2012 | 10:00 | Grand Prix Speciale |

## Formato della competizione
Il dressage individuale e a squadre utilizzano gli stessi risultati. La competizione è divisa in tre fasi, di cui solo le prime due vengono utilizzate nella competizione a squadre. La prima fase è il Grand Prix, durante le quali le prime sette squadre vengono ammesse alla seconda fase, il Grand Prix Special. I risultati conseguiti nel corso di questa ultima fase vengono considerati per l'assegnazione delle medaglie e la definizione dei piazzamenti.

## Risultati
| Pos. | Nazione       | Cavalieri                                                                | Cavalli                          | Grand Prix           | Grand Prix    | Grand Prix Special   | Grand Prix Special | Totale          |
| Pos. | Nazione       | Cavalieri                                                                | Cavalli                          | Media ind.           | Media squadra | Media ind.           | Media squadra      | Totale          |
| ---- | ------------- | ------------------------------------------------------------------------ | -------------------------------- | -------------------- | ------------- | -------------------- | ------------------ | --------------- |
|      | Gran Bretagna | Carl Hester Laura Bechtolsheimer Charlotte Dujardin                      | Uthopia Mistral Hojris Valegro   | 77,720 76,839 83,663 | 79,407        | 80,571 77,794 83,286 | 80,550             | 79,979          |
|      | Germania      | Dorothee Schneider Kristina Sprehe Helen Langehanenberg                  | Diva Royal Desperados Damon Hill | 76,277 79,119 81,140 | 78,845        | 77,571 76,254 78,937 | 77,587             | 78,216          |
|      | Paesi Bassi   | Anky van Grunsven Edward Gal Adelinde Cornelissen                        | Salinero Undercover Parzival     | 73,343 75,395 81,687 | 76,809        | 74,794 75,556 81,968 | 77,439             | 77,124          |
| 4    | Danimarca     | Anne van Olst Anna Kasprzak Nathalie di Sayn-Wittgenstein-Berleburg      | Clearwater Donnperignon Digby    | 71,322 75,289 74,924 | 73,845        | 72,016 73,794 75,730 | 73,847             | 73,846          |
| 5    | Svezia        | Minna Telde Tinne Vilhelmson-Silfvén Patrik Kittel                       | Santana Don Auriello Scandic     | 67,477 74,271 74,073 | 71,940        | 72,270 74,063 74,079 | 73,471             | 72,706          |
| 6    | Stati Uniti   | Jan Ebeling Tina Konyot Steffen Peters                                   | Rafalca Calecto V Ravel          | 70,243 70,456 77,705 | 72,801        | 69,302 70,651 76,254 | 72,069             | 72,435          |
| 7    | Spagna        | Jose Daniel Martin Dockx Morgan Barbancon Mestres Juan Manuel Munoz Diaz | Grandioso Painted Black Fuego    | 69,043 72,751 75,608 | 72,467        | 69,286 71,556 75,476 | 72,106             | 72,287          |
| 8    | Polonia       | Michał Rapcewicz Beata Stremler Katarzyna Milczarek                      | Randon Martini Ekwador           | 66,915 69,422 69,271 | 68,536        | non qualificati      | non qualificati    | non qualificati |
| 9    | Australia     | Kristy Oatley Lyndal Oatley Mary Hanna                                   | Clive Sandro Boy Sancette        | 68,222 69,377 67,964 | 68,521        | non qualificati      | non qualificati    | non qualificati |
| -    | Canada        | Jacqueline Brooks David Marcus Ashley Holzer                             | D'Niro Capital Breaking Dawn     | 68,526 EL 71,809     | EL            | non qualificati      | non qualificati    | non qualificati |

  Qualificati al Grand Prix Special